# 曼佐尼-自由博物館站
曼佐尼-自由博物館站（義大利語：Manzoni - Museo della Liberazione）是羅馬地鐵的一個車站。曼佐尼-自由博物館站開通於1980年，是羅馬地鐵A線的一個車站。站名來自於曼佐尼路和自由博物館。